# Dendrofilia
Dendrofilia consiste em uma parafilia em que há atração sexual por árvores, legumes, frutas, etc. O termo foi cunhado no começo do século XX em estudos de antropologia, e pode ser entendido como uma forma de estimular a masturbação, dado o caráter fálico de algumas plantas. A utilização de flores para acariciar o próprio corpo ou o do parceiro também pode ser visto, de certo modo, como um comportamento dendrofílico.